# Sthlm Panda
Stockholm Panda, av gruppen skrivet STHLM Panda, är en svensk Youtubegrupp bestående av Konrad Ydhage och Olle Öberg.
Duon har gjort sig känd genom att sedan 2014 publicera videos inspelade med dold kamera på Youtube. 
Sedan starten har de lagt upp över 100 videoklipp med totalt över 50 miljoner visningar.
Sthlm Panda hade en egen webbserie på Aftonbladet TV under 2015 och delade ut pris under galan Rockbjörnen 2016 till Håkan Hellström.

## Bakgrund
Sthlm Panda bildades i april 2014 av Olle Öberg, Konrad Ydhage och Frida Eriksson.

## Youtube-kanalen
Sthlm Panda har gjort sig kända genom sina två Youtube-kanaler där de laddat upp fler än 150 klipp med totalt över 50 miljoner visningar. 
Kända personer som haft gästroller är Frans Jeppsson Wall, Therese Lindgren, Julien Dauphin, I Just Want To Be Cool, Clara Henry, Regular Ordinary Swedish Meal Time, Ellen Bergström, Joakim Lundell, och Keyyo.
Inför riksdagsvalet i Sverige 2014 lyckades duon förklädda som journalister ta sig förbi säkerhetsavspärrningar och peta en mikrofon i ansiktet på samtliga partiledare, inklusive dåvarande statsminister Fredrik Reinfeldt.

## Musik
Duon har även publicerat Youtube-material i form av musikvideor till egenkomponerade låtar. Dessa har getts ut som digitala singlar på Itunes Store och Spotify.

### Singlar
| Utgivning  | Titel                                                     | Ref.   |
| ---------- | --------------------------------------------------------- | ------ |
| 2016-01-27 | "Panda Island (Dansa som en panda) feat. Ellen Bergström" | [ 22 ] |
| 2016-06-17 | "Fest i Flen (feat. Dash & Big O)"                        | [ 23 ] |